# Walsburg
Walsburg ist ein Ortsteil der Gemeinde Eßbach im Saale-Orla-Kreis in Thüringen.

## Geografie
Der Ortsteil Walsburg liegt westlich unterhalb von Eßbach und Dörflas an der Saale im Tal. Der Stausee Walsburg ist Teil des Pumpspeicherwerk Wisenta. In der Nähe mündet die Wisenta von Osten kommend in die Saale. Die Hänge und Anhöhen sind bewaldet. Zwischen Eßbach-Walsburg und Liebschütz verläuft eine Ortsverbindungsstraße mit Anschluss an die Landesstraße 1103 in Eßbach.

## Geschichte
Am 31. März 1289 wurde der Weiler urkundlich erstmals erwähnt. Geringfügige Mauerreste auf dem Bergsporn über dem rechten Ufer der Saale zwischen Eßbach und Walsburg weisen auf die ehemalige Befestigungsanlage Walsburg hin. Sie diente seinerzeit zum Schutz und zur Hilfe beim Saaleübergang dem Verkehr zwischen der Orlasenke mit Arnshaugk und Bad Lobenstein. Die Burg bauten wohl die Lobdeburger, denn 1323 kam sie in Besitz der Schwarzburger und wurde im 15. Jahrhundert aufgegeben. Im Schutz dieser Burg gab es wohl schon eine Hammermühle. Walsburg gehörte bis 1815 zum kursächsischen Amt Ziegenrück und kam nach dessen auf dem Wiener Kongress beschlossenen Abtretung an den preußischen Landkreis Ziegenrück, zu dem der Ort bis 1945 gehörte.
Seit 1967 ist Walsburg Ortsteil der Gemeinde Eßbach. Erholungszwecken diente der Weiler bis circa 1991.

## Sagen
- Ludwig Bechstein: Das Teufelswehr[4] (Sage über das sogenannte Teufelswehr in der Saale bei Walsburg.)